# Marco Budic
Marco Budic (* 20. Februar 2000 in Wien) ist ein österreichischer Fußballspieler.

## Karriere
Budic begann seine Karriere beim Floridsdorfer AC. Zur Saison 2010/11 wechselte er in die Jugend des FK Austria Wien. Nach einem halben Jahr bei der Austria wechselte er im Jänner 2011 zum First Vienna FC. In der Winterpause der Saison 2016/17 kehrte er wieder zum FAC zurück. Ab der Saison 2018/19 spielte er für die fünftklassigen Amateure des FAC. Für diese kam er in jener Spielzeit zu 27 Einsätzen in der 2. Landesliga.
Im Juli 2019 wechselte er nach Estland zum Drittligisten JK Tabasalu. Bis Saisonende kam er zu 17 Einsätzen für Tabasalu in der Esiliiga B. Im Februar 2020 schloss er sich dem Erstligisten JK Tulevik Viljandi an. Sein Debüt in der Meistriliiga gab er im März 2020, als er am ersten Spieltag der Saison 2020 gegen den JK Tammeka Tartu in der 86. Minute für Jeremiah Dąbrowski eingewechselt wurde. Für Viljandi absolvierte er bis Saisonende 17 Spiele in der höchsten estnischen Liga. Nach der Saison 2020 verließ er den Verein. Im März 2021 wechselte er nach Kroatien zum unterklassigen NK Ponikve. Zur Saison 2021/22 wechselte er zum Zweitligisten NK Kustošija. Für den Verein kam er zwölfmal in der 2. HNL zum Einsatz.
Zur Saison 2022/23 wechselte Budic nach Slowenien zum Zweitligisten ND Bilje. Für Bilje spielte er 13 Mal in der 2. SNL. In der Winterpause verließ er den Klub wieder. Im Jänner 2023 wechselte er dann nach Kroatien zum Viertligisten HNK Zadar. Zur Saison 2023/24 kehrte er wieder nach Österreich zurück und wechselte zum viertklassigen SC Zwettl.